# Paranormal Activity - Parente prossimo
Paranormal Activity - Parente prossimo (Paranormal Activity: Next of Kin) è un film del 2021 diretto da William Eubank, settimo capitolo della saga Paranormal Activity.

## Trama
La giovane regista di documentari, Margot, si reca in una remota comunità amish, sperando di trovare risposte sulla madre perduta da tempo e sulla famiglia allargata. Una volta raggiunta la fattoria, viene accolta tiepidamente dai residenti che, tuttavia, non le impediscono di lavorare sul documentario. Durante la notte, Margot è disturbata da strani rumori provenienti dalla soffitta; una sera, stanca di non riuscire a dormire, decide di indagare trovando una piccola stanza segreta e delle inquietanti lettere apparentemente firmate dalla madre. Il giorno seguente, il capo della comunità scopre il suo sconfinamento e davanti alle videocamere conferma l'emarginazione vissuta anni prima dalla madre.
Le cose iniziano a diventare davvero inquietanti quando una sera Margot e Chris, il suo operatore video, assistono alla nascita di un capretto bicefalo che viene trascinato nella chiesa e apparentemente sacrificato. Il giorno dopo, il gruppo riesce a penetrare nel luogo di culto scoprendo che in realtà si tratta di un tempio in onore del demone Asmodeus, solitamente rappresentato come un essere caprino bicefalo. Sotto l'altare, nascosto alla vista, c'è uno stretto passaggio roccioso. Dopo essersi imbragata, Margot si cala nel tunnel scoprendo che le pareti sono adornate con croci e altri simboli sacri di protezione, sul fondo una stanza abitata da una qualche creatura. Margot scopre inoltre di essere stata sotto controllo per più di un anno, trovando un computer con tutti i suoi dati personali, messaggi privati e email.
La notte stessa Chris risulta narcotizzato e Margot viene catturata. Il giorno dopo Chris e il fonico vengono a sapere che la batteria del furgone è a terra, così li lasciano andare in città per comprare il pezzo di ricambio. Durante il tragitto incrociano un camionista, questo li informa che la comunità non è affatto Amish ma si fingono tale solo per vivere indisturbati in quelle zone.
Scoprono così che la comunità è in realtà una setta cristiana che combatte il demone Asmodeus da generazioni e che usano le ragazze più giovani come "ricettacolo". Chris, spinto dallo scetticismo e dal voler salvare la sua amica, attacca il capo della comunità e libera Margot. Sfortunatamente alle calcagna si trovano la vecchia ragazza-ricettacolo ormai consumata totalmente dallo spirito maligno, caso vuole che sia la madre della protagonista.
Il villaggio ora però è in preda alla follia più pura, Chris e Margot riescono a fuggire e a denunciare l'accaduto. La polizia raggiunge la fattoria trovando l'unico superstite ora posseduto da Asmodeus, finalmente libero di possedere e contagiare chiunque voglia.

## Distribuzione
Il film è stato distribuito in tutto il mondo sulla piattaforma Paramount+ a partire dal 21 ottobre 2021.

## Accoglienza
Il film è stato accolto generalmente in maniera negativa dalla critica. Sul sito Rotten Tomatoes si aggiudica il 30% sulla base di 44 recensioni.